# Mount Rigel
Mount Rigel är ett berg i Antarktis. Det ligger i Västantarktis. Argentina, Chile och Storbritannien gör anspråk på området. Toppen på Mount Rigel är 1 910 meter över havet.
Terrängen runt Mount Rigel är platt åt nordost, men åt sydväst är den kuperad. Mount Rigel är den högsta punkten i trakten. Trakten är obefolkad. Det finns inga samhällen i närheten.